# 费尔干猪毛菜
费尔干猪毛菜（学名：Salsola ferganica）为藜科猪毛菜属下的一个种。

## 扩展阅读
- 維基物種上的相關：费尔干猪毛菜